# Marc Dupuy
Marc Dupuy, né le 15 décembre 1889 à Saint-Denis-de-Pile (Gironde), mort à Paris (12e) le 9 juin 1979, est un syndicaliste et homme politique français. Dirigeant de la fédération des cheminots CGT, il est membre de l'Assemblée consultative provisoire (1944-1945). Il est ensuite député communiste de la Gironde de 1945 à 1958.

## Biographie
Ouvrier des chemins de fer, Marc Dupuy est un des organisateurs du syndicalisme des cheminots après la Première Guerre mondiale au sein de la Confédération générale du travail unitaire (CGTU). En 1928 il est élu au Conseil supérieur des chemins de fer. Il en est révoqué en 1930. Adhérant au Parti communiste dès sa fondation, il est membre du comité central de ce parti de 1932 à 1950. Il est aussi membre du Bureau politique du PCF de 1945 à 1947.
Sitôt l'armistice de 1940 signé, Marc Dupuy participe à Paris, avec Rol-Tanguy, à la constitution des comités populaires et des groupes de l'Organisation spéciale (OS) de résistance clandestine. Arrêté sur sa locomotive en 1940 et emprisonné, il s'évade l'année suivante et devient un des dirigeants de la Résistance communiste en zone sud. Officier d'état-major FTPF, il participe activement à la libération de Lyon le 3 septembre 1944.
Secrétaire de la fédération des cheminots, il est délégué par la Confédération générale du travail (CGT) pour siéger à l'Assemblée consultative provisoire (novembre 1944-août 1945). Il est ensuite élu député communiste de la Gironde le 21 octobre 1945 à la Première Assemblée constituante. Réélu continument, il est député de ce département jusqu'en 1958.
Élu conseiller municipal de Pessac en 1947, il est en 1953 élu au conseil municipal de Bordeaux. Il y siège jusqu'en 1959.

## Distinctions
- Croix de guerre 1914-1918
- Médaille de la Résistance
- chevalier de la Légion d'honneur